# Невеста (фильм, 2026)
«Невеста» (англ. The Bride!) — будущий американский научно-фантастический фильм ужасов режиссёра Мэгги Джилленхол. Ремейк классического кинофильма «Невеста Франкенштейна» 1935 года. Главные роли в фильме исполнят Пенелопа Крус, Кристиан Бейл, Джесси Бакли, Питер Сарсгаард и Аннетт Бенинг.
Премьера фильма в США запланирована на 6 марта 2026 года.

## Сюжет
В 1930-е годы одинокий Франкенштейн отправляется в Чикаго, где просит доктора Евфрония помочь создать ему спутника жизни. Они вместе оживляют убитую женщину, которую назвали Невестой. Однако ситуация выходит из-под контроля: она превосходит все их планы, разжигая страстный роман, привлекая внимание полиции и вызывая радикальную реакцию в обществе.

## В ролях
- Джесси Бакли — Невеста Франкенштейна
- Кристиан Бейл — Виктор Франкенштейн
- Пенелопа Крус — Мирна
- Джулианна Хаф
- Питер Сарсгаард — детектив
- Аннетт Бенинг
- Джон Магаро
- Джинни Берлин
- Джейк Джилленхол

## Производство
Компания Universal Pictures неоднократно пыталась снять ремейк «Невесты Франкенштейна». Идеи о создании ремейка фильма выдвигались на протяжении нескольких десятилетий. Хотя роман «Франкенштейн» неоднократно был экранизирован, ближайшим ремейком «Невесты Франкенштейна» был фильм «Невеста» (1985), в котором снялись Стинг, Клэнси Браун и Дженнифер Билс. В 1991 году компания Universal Pictures рассматривала возможность создания ремейка для кабельного телевидения, его режиссёром мог стать Мартин Скорсезе.
В первом десятилетии XXI века Universal объединилась с Imagine Entertainment и заключила контракт с Шари Спрингер Берман и Робертом Пульчини, написавшими сценарий к «Американскому великолепию», на написание сценария для ремейка. Сценаристы перенесли действие в современный Нью-Йорк. В июне 2009 года Universal и Imagine начали переговоры с режиссёром Нилом Бергером и его партнером по сценарию Дирком Виттенборном, а продюсер Брайан Грейзер был назначен ответственным за разработку ремейка.
В декабре 2015 года Variety сообщила, что сценарий напишет Дэвид Кепп. В мае 2017 года Universal Pictures анонсировала серию фильмов по общей вселенной, состоящую из перезагруженных, современных интерпретаций классических монстров Universal под названием «Тёмная вселенная». Серия фильмов началась с фильма 2017 года «Мумия» и должна была продолжиться «Невестой Франкенштейна» с Биллом Кондоном в качестве режиссёра. В октябре начался предпродакшн, но творческая группа и студия решили отложить премьеру, чтобы продолжить работу над сценарием, намереваясь улучшить историю. Хавьер Бардем и Анджелина Джоли по-прежнему были заняты в фильме на роли монстра Франкенштейна и невесты соответственно. В том же месяце Кондон заявил, что если Джоли решит покинуть проект, он будет заинтересован в том, чтобы Галь Гадот сыграла главного персонажа. 8 ноября Алекс Куртцман и Крис Морган перешли в другие проекты, оставив будущее «Тёмной вселенной» под вопросом.
В январе 2018 года сообщалось о том, что Кондон собирает производственную команду, в которую входят оператор Тобиас А. Шлисслер, художник-постановщик Сара Гринвуд, композитор Картер Бёрвелл и художник по костюмам Жаклин Дюрран.
В ноябре 2019 года Кондон рассказал о том, что предложенный ремейк «Невесты Франкенштейна» не был запущен в производство.
Рассматривалась возможность экранизации фильма со Скарлетт Йоханссон в главной роли в октябре 2020 года, но после появления первых слухов не было сделано никаких дальнейших заявлений или подтверждений.
Эми Паскаль была нанята в качестве продюсера в феврале 2020 года, а проект стал совместным производством Universal Pictures и Pascal Pictures. Студия предложила Дэвиду Кеппу продолжить работу в качестве сценариста. Режиссёры Джон Красински и Сэм Рэйми обсуждали со студией возможность режиссуры, а Variety сообщила, что Красински получил возможность разрабатывать фильмы из реестра монстров, принадлежащих Universal Pictures. В июне Кепп заявил, что, помимо того что он по-прежнему активно работает над проектом, его также вдохновил успех «Человека-невидимки». По его словам, история должна была исследовать современное желание продлить жизнь, создать жизнь и обмануть смерть. Кроме того, режиссёр планировал включить в фильм сюжетные ходы, имеющие отношение к эпохе #MeToo, заявив, что «ужас легко поддаётся метафоре». В марте 2022 года Кепп сообщил, что больше не имеет отношения к проекту. Он также заявил, что первоначальная версия должна была начаться в 1870-х годах и предполагала пробуждение Невесты в наши дни. В августе 2023 года было объявлено о новой попытке Netflix, режиссёром стала Мэгги Джилленхол, а главные роли получили Кристиан Бэйл и Питер Сарсгаард. В августе 2023 года Netflix, по сообщениям, покинула проект. В ноябре 2023 года стало известно, что вместо неё над фильмом будет работать компания Warner Bros..
В августе 2023 года стало известно о том, что стриминговый сервис Netflix собирается приобрести ремейк фильма «Невеста Франкенштейна», режиссёром которого станет Мэгги Джилленхол, а главные роли исполнят Кристиан Бейл и Питер Сарсгаард. Однако позднее стало известно, что Netflix вышел из проекта. В ноябре 2023 года права на прокат фильма приобрела компания Warner Bros. Pictures.
В августе 2023 года главная роль в фильме была предложена Пенелопе Крус. В январе 2024 года стало известно, что помимо Пенелопы Крус в фильме снимутся Джесси Бакли, Кристиан Бейл, Питер Сарсгаард и Аннетт Бенинг. В марте 2024 года к актёрскому составу присоединилась Джулианна Хоу, а в следующем месяце — Джон Магаро и Джинни Берлин. В июне к актёрскому составу присоединился Джейк Джилленхол в неизвестной роли.
Съёмки фильма должны были начаться в марте 2024 года. Съёмки пройдут в Нью-Йорке. Первые кадры со съёмок были опубликованы 4 апреля 2024 года.

## Выход
Премьера фильма в кинотеатрах США запланирована на 6 марта 2026 года.